# UY Волка
UY Волка (лат. UY Lupi) — одиночная переменная звезда в созвездии Волка на расстоянии приблизительно 4739 световых лет (около 1453 парсеков) от Солнца. Видимая звёздная величина звезды — от менее +16,5m до +15,1m.

## Характеристики
UY Волка — оранжевая переменная звезда спектрального класса K. Радиус — около 3,14 солнечных, светимость — около 2,525 солнечных. Эффективная температура — около 4109 K.